# FIM-92 Stinger
FIM-92 Stinger američki je prijenosni protuzračni obrambeni sustav (MANPADS) koji djeluje kao infracrveno-navođeni projektil zemlja-zrak (SAM). Može se prilagoditi za paljbu iz širokog spektra kopnenih vozila te iz helikoptera kao Air-to-Air Stinger (ATAS). U službu je ušao 1981. godine, a koriste ga vojske Sjedinjenih Američkih Država i još 29 zemalja. Uglavnom ga proizvodi Raytheon Missiles & Defense, a prema licenci ga proizvode Airbus Defence and Space u Njemačkoj i Roketsan u Turskoj.

## Opis
FIM-92 Stinger pasivna je raketa zemlja-zrak koju može ispaljivati s ramena jedan operater (iako standardna vojna procedura zahtijeva dva operatera, šefa tima i topnika). Projektil FIM-92B također se može ispaliti iz M1097 Avengera i M6 Linebackera. Projektil se također može lansirati s nosača Humvee Stinger, a mogu ga koristiti i zračne trupe. Postoji inačica koja se lansira iz helikoptera pod nazivom Air-to-Air Stinger (ATAS).
Projektil je dugačak 1,52 m i promjera 70 mm s krilcima od 100 mm. Sam projektil ima masu od 10,1 kg, dok je projektil sa svojom lansirnom cijevi i integralnim nišanom, opremljen rukohvatom i antenom za identifikaciju prijatelj ili neprijatelj (IFF), mase približno 15,2 kg. Ima domet ciljanja do 4800 m i može gađati neprijateljske prijetnje na malim visinama do 3800 m.
Stinger lansira mali motor za izbacivanje koji ga gura na sigurnu udaljenost od operatera prije uključivanja glavnog dvostupanjskog pokretača na kruto gorivo, koji ga ubrzava do maksimalne brzine od 2,54 Macha (750 m/s). Bojna glava sadrži 1,02 kg eksploziva HTA-3 (mješavina HMX, TNT i aluminijskog praha) s udarnim upaljačem i mjeračem vremena za samouništenje koji radi 17 sekundi nakon lansiranja.
Za ispaljivanje projektila, BCU (Battery Coolant Unit) se umeće u rukohvat. Ovaj uređaj sadrži argon pod visokim tlakom koji se ubrizgava u tražilicu kako bi je kriogeno ohladio na radnu temperaturu, i termalnu bateriju koja osigurava napajanje za pronalaženje cilja. Jedan BCU osigurava snagu i rashladno sredstvo otprilike 45 sekundi, nakon čega drugi mora biti umetnut ako projektil nije ispaljen. BCU-ovi su osjetljivi i imaju ograničen rok trajanja zbog curenja argona. Sustav IFF dobiva napajanje iz punjive baterije koja je dio kutije IFF ispitivača koja se priključuje na bazu rukohvata pištolja. Navođenje do cilja u početku je putem tzv. proporcionalne navigacije, a zatim se prebacuje na drugi način rada koji usmjerava projektil prema cilju.
Postoje tri glavne varijante u upotrebi: Stinger Basic, Stinger-Passive Optical Seeker Technique (POST) i Stinger-Reprogrammable Microprocessor (RMP). Oni odgovaraju FIM-92A, FIM-92B i FIM-92C i kasnijim varijantama.
Varijante POST i RMP imaju tražilo s dva detektora: infracrveni (IR) i ultraljubičasti (UV). To mu omogućuje razlikovanje ciljeva od protumjera puno bolje nego Redeye i FIM-92A, koji imaju samo infracrveni. Dok moderne protumjere mogu imati infracrveni signal koji je blisko usklađen s ispuhom motora lansiranog zrakoplova, postoji lako prepoznatljiva razlika u ultraljubičastom potpisu između protumjera i mlaznih motora. Stinger-RMP je tako nazvan zbog svoje mogućnosti učitavanja novog softvera putem ROM čipa umetnutog u držaču. Ako ovo preuzimanje na projektil ne uspije tijekom uključivanja, osnovna funkcionalnost pokreće se s ugrađenog ROM-a. RMP s četiri procesora ima 4 KB RAM-a za svaki procesor. Budući da se preuzeti kod pokreće iz RAM-a, ima malo slobodnog prostora, posebno za procesore namijenjene obradi ulaza tragača i analizi cilja.

## Varijante
- Stinger zrak-zrak (ATAS): Koristi se kao projektil zrak-zrak kratkog dometa. Sustav je uglavnom dizajniran za jurišne helikoptere.
- FIM-92A: Stinger Basic : Osnovni model.
- FIM-92B: Stinger POST : U ovoj verziji, glava infracrvenog tragača zamijenjena je kombiniranim IR/UV tragačem. Time je postignuta značajno veća otpornost na neprijateljske protumjere i prirodne smetnje. Proizvodnja je trajala od 1981. do 1987.; proizvedeno je ukupno 600 projektila.
- FIM-92C: Stinger RMP : Otpornost na smetnje ponovno je povećana dodavanjem snažnijih komponenti digitalnog računala. Štoviše, softver projektila sada se može rekonfigurirati u kratkom vremenu kako bi se brzo i učinkovito odgovorilo na nove vrste protumjera. Do 1991. proizvedeno je oko 20.000 jedinica samo za američku vojsku.
- FIM-92D: Različite modifikacije su nastavljene s ovom verzijom kako bi se povećala otpornost na smetnje.
- FIM-92E: Stinger—RMP Block I : Dodavanjem novog senzora i revidiranog softvera za upravljanje, ponašanje u letu je značajno poboljšano. Dodatno, poboljšane su performanse protiv malih ciljeva kao što su dronovi, krstareće rakete i laki izviđački helikopteri. Prve isporuke su počele 1995. godine. Gotovo cjelokupna zaliha američkih raketa Stinger zamijenjena je ovom verzijom.
- FIM-92F: Daljnje poboljšanje verzije E i trenutne proizvodne verzije.
- FIM-92G: Neodređena nadogradnja za D varijantu.
- FIM-92H: Označava D varijantu koja je nadograđena na E standard.
- Stinger—RMP Block II: Ova je varijanta bila planirano razvijena na temelju E verzije. Poboljšanja su uključivala glavu za infracrveno traženje slike iz AIM-9X. Ovom modifikacijom trebalo je značajno povećati udaljenost detekcije i otpornost na ometanje. Iako je projektil stigao do faze testiranja, program je odbačen 2002. godine zbog proračunskih razloga.
- FIM-92J: Nadogradnja projektila Block I za zamjenu zastarjelih komponenti za produljenje radnog vijeka za dodatnih 10 godina. Nadogradnje uključuju odjeljak bojeve glave s blizinskim upaljačom, opremljen uređajem za otkrivanje ciljeva za povećanje učinkovitosti protiv bespilotnih letjelica,[3][4] novi motor za let i uložak generatora plina.[5]
- FIM-92K: Varijanta FIM-92J dizajnirana za korištenje podatkovne veze vozila umjesto vlastitog tragača za ciljeve.[6]
- ADSM: Otkazana eksperimentalna varijanta opremljena pasivnim radarskim tragačem, dizajnirana za korištenje protiv odašiljača radarskih valova. Program je započeo u fiskalnoj godini 1983.[7], a konačno izvješće izdano je 3. prosinca 1986.[8]

## Operatori
- Afganistanski mudžahedini
- Angola
- Bosna i Hercegovina
- Čad
- Čile
- Kolumbija[9]
- Hrvatska[10]
- Egipat
- Finska[11]
- Francuska[12]
- Gruzija
- Njemačka: Stingeri proizvedeni prema licenci EADS -a.[13]
- Grčka
- Iran[14][15][16]
- Irak
- Izrael
- Indija
- Italija
- Japan
- Južna Koreja[17]
- Sjeverna Koreja[18][19]
- Latvija[20]
- Litva
- Maroko: Dio ugovora za AH-64E vrijednog 4,25 milijardi dolara[21]
- Nizozemska
- Norveška
- Pakistan: 350 u službi pakistanske vojske.[22][23]
- Portugal: 2021. portugalska vojska nabavila je nove projektile i nišane.[24]
- Tajvan: Korpus marinaca Republike Kine, Vojska Republike Kine.[25]
- Slovenija
- Švicarska
- Turska: Stingeri proizvedeni prema licenci tvrtke ROKETSAN.[26] Više od 4.800 raketa Stinger isporučeno je u sklopu "Europskog zajedničkog proizvodnog programa za navođeni raketni sustav Stinger Air Defence Guided Missile System". U srpnju 2000. utvrđene su dodatne potrebe za 1.000 Stingera, a isporuke su dovršene 2003.[27]
- UNITA[28]
- Ukrajina: Litva i Latvija prebacile su nepoznate količine raketa Stinger iz svog inventara u Ukrajinu nakon što su dobile odobrenje američkog State Departmenta.[29] Nizozemska će isporučiti Ukrajini 200 raketa Stinger.[30] Njemačka će isporučiti 500 Stingera.[31] 16. ožujka 2022. SAD je objavio da će biti prebačeno dodatnih 800 raketa Stinger, nakon prethodnog prijenosa preko 600 raketa.[32]
- Ujedinjeno Kraljevstvo
- Sjedinjene Države[33]